# Lokus (lingvistika)
Termínem lokus se v lingvistice rozumí morfologické značení syntaktické závislosti. 

## Lokalizace značení v rámci konstrukce
1. na řídícím členu konstrukce (tzv. H-značení podle angl. H(ead)-marking),
2. na závislém členu konstrukce (tzv. D-značení podle angl. D(ependent)-marking),
3. na řídícím i závislém členu konstrukce (tzv. dvojí značení, angl. Double- či HD-marking),
4. na žádném členu konstrukce (tzv. nulové značení, angl. 0 či Zero marking).

## Druhy značení z morfosyntaktického hlediska
| Typ        | Vlastnosti | Vlastnosti |
| ---------- | ---------- | --- |
| kódování   | popis      | značení samo „kóduje“ urč. kategorii konstrukce: např. pádové značení na substantivu kóduje syntaktické a/nebo sémantické funkce |
| kódování   | příklad    | Dívk-NOMa viděla babičk-ACCu |
| kódování   | vysvětlení | nominativ (NOM) vyznačuje funkci podmětu, akuzativ (ACC) funkci předmětu                                                         |
| indexace   | popis      | značení „indexuje“ kategorii jiného slova v konstrukci: zvl. vyjádření shody                                                     |
| indexace   | příklad    | Jan tě vid-SG3í |
| indexace   | vysvětlení | Koncovka slovesa vyznačuje, že podmět je ve 3. osobě jednotného čísla                                                            |
| registrace | popis      | značení „registruje“ přítomnost jiného slova v konstrukci bez indexace jeho kategorie                                            |
| registrace | příklad    | Izafet v tádžičtině: kůh-IZi baland (hora-IZ vysoký – vysoká hora)                                                               |
| registrace | vysvětlení | Přípona -i značí, že podstatné jméno má závislý prvek, nenese však žádné dodatečné informace.                                    |